# Ljusnedal
Ljusnedal (sydsamiska: Provhke) är en kyrkby i tidigare Ljusnedals församling i Härjedalens kommun belägen norr om Ljusnedalssjön. Genom byn rinner Ljusnan. Ljusnedal är en del av Funäsfjällen. Från 2015 avgränsar SCB här en småort.
Ljusnedal med Ljusnedals kyrka ligger vid foten av  Anåfjället. 

## Historia
1685 fann man kopparmalm i närheten av Mittåkläppen och byggde i samband med det en kopparhytta i Ljusnedal, vilket blev upptakten till Ljusnedals bruk.

## Sport
I Ljusnedal ligger Funäsdalsfjällens GK. Golfbanan är ritad av Nils Sköld och byggdes 1972 vilket gör den till Sveriges äldsta fjällbana.